# Mauro Tuena
Pour les articles homonymes, voir Tuena (homonymie).
Mauro Tuena, né le 25 janvier 1972 à Zurich (originaire du même lieu et de Poschiavo), est une personnalité politique suisse, membre de l'Union démocratique du centre (UDC).
Il est député du canton de Zurich au Conseil national depuis fin novembre 2015.

## Biographie
Mauro Tuena naît le 25 janvier 1972 à Zurich. Il est originaire du même lieu et d'une commune du canton des Grisons, Poschiavo.
Il est technicien informatique de profession.
Il vit à Zurich.

## Parcours politique
Il siège au Conseil communal (législatif) de la ville de Zurich du 8 avril 1998 au 25 novembre 2015 et brièvement au Conseil cantonal de Zurich, d'avril 2015 à novembre 2015.
Il est président de l'UDC de la ville de Zurich depuis mai 2016.
Il est élu au Conseil national en octobre 2015 et réélu à deux reprises (2019 et 2023). Il y siège au sein de la Commission de la science, de l'éducation et de la culture (CSEC) jusqu'à fin 2019, de la Commission de l'environnement, de l'aménagement du territoire et de l'énergie (CEATE) de juin à décembre 2019, de la Commission  de la politique de sécurité (CPS) à partir de fin 2019 et de la Commission des affaires juridiques (CAJ) à partir de fin 2021. Il préside la CPS à partir de fin 2021.
Il est membre de l'Action pour une Suisse indépendante et neutre.